# Pauni (ort)
Pauni är en ort i Indien.   Den ligger i distriktet Bhandara och delstaten Maharashtra, i den centrala delen av landet, 900 km söder om huvudstaden New Delhi. Pauni ligger 248 meter över havet och antalet invånare är 23 450.
Terrängen runt Pauni är platt, och sluttar österut. Runt Pauni är det ganska tätbefolkat, med 199 invånare per kvadratkilometer. Pauni är det största samhället i trakten. Trakten runt Pauni består till största delen av jordbruksmark.